# Оголошенню не підлягає
«Оголошенню не підлягає» («Оглашению не подлежит») — радянський художній фільм 1987 року, знятий режисером Хасаном Бакаєвим на кіностудії «Мосфільм».

## Сюжет
Широкоформатний фільм за однойменною повістю Д. Морозова та В. Полякова. 1921 рік. Врангель, який утік із Криму, зосередивши на болгарському березі свою армію, готує десант і розраховує тільки на підтримку контрреволюційного підпілля, що зачаїлося в Ростові. До рук червоноармійців потрапляє осавул Філатов, якому «влаштовують» втечу за допомогою чекіста Бахарєва. Філатов разом зі своїм «рятівником» опиняється в центрі таємної організації, яка готує безглуздий заколот.

## У ролях
- Олександр Франскевич-Лайє — Борис Олександрович Бахарєв
- Анатолій Васильєв — Єгор Іванович Філатов
- Вадим Спиридонов — Семен Михайлович Будьонний (озвучив інший актор)
- Олег Стриженов — князь Ухтомський
- Олександр Сластін — Микола Ніколаєв
- Юрій Васильєв — Федір Зявкін
- Володимир Пічугін — Кошкін, чекіст
- Світлана Коркошко — Ганна Галкіна
- Ірина Метлицька — Віра
- Володимир Головін — Бєлєнков
- Юрій Смирнов — Новохатко
- Ліонелла Пир'єва — Валерія Павлівна
- Володимир Абросімов — хорунжий Назаров
- Валерій Хлевинський — Степан
- Володимир Шевельков — Мілашевський
- Микола Бармін — старий козак
- Олександр Коняшин — козак
- Павло Бондаренко — поручик
- П. Васильєв — епізод
- Павло Винник — змовник
- Іван Власов — змовник
- Валерій Гатаєв — епізод
- Валентин Голубенко — Юхим, козак
- Андрій Гриневич — епізод
- Юрій Дубровін — змовник
- М. Єрмаков — епізод
- Віталій Зікора — змовник
- Л. Калінушкін — епізод
- Сергій Ковальов — Нефьодов, чекіст
- Юрій Комаров — Жоржик
- Василь Кудров — Верховський
- Олександр Литовкін — Гришка, син сотника
- Олександр Лук'янов — козак
- Володимир Маренков — Полікарпов
- Станіслав Міхін — конвойний
- Анатолій Скорякін — караульний з листом
- Володимир Ткаліч — епізод
- Андрій Черенков — епізод
- Віктор Шульгін — старий козак
- Володимир Швийковський — станичник
- Леонід Юхін — старий козак
- Володимир Єпископосян — Махмуд
- Георгій Жолудь — змовник
- Володимир Привалов — змовник
- Вадим Вільський — змовник
- Володимир Царьов — змовник
- Євген Дегтяренко — змовник
- Владислав Вєтров — корнет Зубанов
- Юрій Міхєєнков — змовник

## Знімальна група
- Режисер — Хасан Бакаєв
- Сценаристи — Хасан Бакаєв, Володимир Фараджев
- Оператор — Віктор Шестоперов
- Композитор — Володимир Терлецький
- Художники — Микола Усачов, Павло Сафонов